# Simian virus 40
Il virus vacuolizzante della scimmia, abbreviato SV40 (dall'inglese Simian virus 40), è un polyomavirus trovato sia nelle scimmie che negli esseri umani. Come altri virus appartenenti alla famiglia dei polyomavirus, anche SV40 ha il potenziale di causare tumori, ma spesso persiste come un'infezione latente. Per questo motivo è classificato come oncovirus.

## Storia
SV40 fu descritto per la prima volta nel 1960 da Ben Sweet e Maurice Hilleman, quando scoprirono che circa il 10% dei vaccini contro la poliomielite negli USA erano contaminati da questo virus. Nel 1962, Bernice Eddy descrisse la funzione oncogenica di SV40 che induceva sarcomi ed ependimomi in criceti inoculati con cellule renali di Macaca mulatta infettate da SV40.

## Struttura
Il virione di SV40 è costituito da un capside a simmetria icosaedrica di 45 nm di diametro, senza pericapside, in cui è contenuto il genoma. Quest'ultimo consiste in una molecola di DNA circolare lunga 5,2 kb (nello specifico dsDNA, cioè DNA a doppio filamento, dall'inglese double stranded DNA), superavvolta ed associata ad istoni a formare 24 nucleosomi.

## Ciclo vitale

### Infezione
Il virione si lega alle proteine MHC di prima classe grazie alla glicoproteina VP1. La penetrazione nella cellula dell'ospite avviene mediante endocitosi mediata da recettori, il virus quindi penetra la membrana cellulare dell'ospite attraverso una vescicola ricoperta di caveolina. Una volta avvenuto il processo di uncoating (spoliazione) avviene la traslocazione nel nucleo, dove inizia la trascrizione dei geni virali precoci ad opera della RNA polimerasi II della cellula ospite.

### Trascrizione
Il promotore contiene tre elementi:
1. La TATA box, che è il sito di inizio della trascrizione, è localizzata approssimativamente 20 bp a monte dal sito di inizio della trascrizione.
2. Sequenze ripetute di 21 bp, che contengono 6 box di GC (GCGC...) questi siti determineranno la direzione della trascrizione.
3. Sequenze ripetute di 72 bp, che sono enhancers e rafforzano l'efficienza della sintesi di RNA.

La trascrizione produce un mRNA che, subendo splicing alternativo, produce due antigeni (T-Ag e t-Ag).

### Oncogenesi e moltiplicazione virale
T-Ag si lega alla proteina pRb attivando la sintesi del DNA dell'ospite e la sua replicazione; si stabilisce un'interazione anche con la proteina p53 inducendo il blocco dell'apoptosi quindi la cellula ospite sarà così immortalizzata.
Successivamente si lega a Ori per dare inizio alla replicazione virale.
Vengono poi trascritti i geni tardivi: nel citoplasma, gli mRNA sottoposti a un processo di splicing alternativo codificheranno per le proteine del capside VP1, VP2 e VP3.
A questo punto avviene l'assemblaggio del virione e il suo rilascio che provocherà la lisi della cellula permissiva infettata.
Nelle cellule non permissive il DNA verrà integrato nel genoma nelle cellule ospiti, che perderanno il controllo della crescita, diventando tumorali.

## Ruolo nell'insorgenza di patologie nell'uomo
L'ipotesi che SV40 possa causare il cancro negli esseri umani è stata un'area di ricerca particolarmente controversa. Al momento non è chiaro se SV40 abbia un ruolo nel causare tumori. A causa di queste incertezze, l'opinione accademica rimane divisa, con alcuni scienziati che sostengono che questa ipotesi non è supportata dai dati e altri che sostengono che alcuni tumori potrebbero coinvolgere SV40.
I meccanismi molecolari con cui il virus riproduce ed altera la funzione delle cellule era precedentemente sconosciuto e la ricerca su SV40 ha aiutato notevolmente i biologi a comprendere l'espressione genica e la regolazione dello sviluppo delle cellule. 
Vari metodi sono stati usati per rilevare SV40 in una varietà di tumori umani, anche se rimane poco chiaro quale sia il ruolo effettivo di SV40.